# Dominion Diamond Mines
Pour les articles homonymes, voir Harry Winston (homonymie).
Dominion Diamond Mines, anciennement dénommée Harry Winston Diamond et Aber Diamond, est une entreprise de droit canadien consacrée à l'extraction et la vente du diamant.
Située à Toronto, Canada, elle prend son nom actuel en 2007, à la suite de sa prise de contrôle de l'entreprise américaine de joaillerie Harry Winston Inc.

## Histoire
la société minière canadienne Dominion Diamond Corp est rachetée en juillet 2017 par The Washington Companies pour 14,25 $ par action en espèces, soit 1,2 milliard de dollars. The Washington Companies est un groupe d'entreprises minières, industrielles et de transport privées nord-américaines fondées par Dennis Washington, un industriel et entrepreneur.
Le titre et retiré de cotation bourse à Toronto.

## Caractéristiques
Harry Winston Diamond Corporation exploite la mine de diamants Diavik, la seconde en importance du territoire canadien, dont elle possède 40 % des parts en coentreprise avec Diavik Diamond Mines Inc., filiale du groupe Rio Tinto.
Les diamants bruts sont vendus à Toronto et sur le marché diamantaire d'Anvers en Belgique, via sa filiale Aber International.
Parallèlement, elle achète des pierres polies pour Harry Winston Inc. dont elle prend le contrôle à 100 % en 2006.
Harry Winston Diamond Corporation était une société cotée au New York Stock Exchange et à la bourse de Toronto.